# Augusta Katherine Gordon-Lennox
Princesa Eduardo de Saxe-Weimar-Eisenach (nascida Lady Augusta Katherine Gordon-Lennox; 14 de janeiro de 1827 — 3 de abril de 1904) foi uma aristocrata britânica, cujo casamento com o Príncipe Eduardo de Saxe-Weimar-Eisenach a transformou em parente da Família Real Britânica e membro da corte real.
Lady Augusta Katherine Gordon-Lennox nasceu em 14 de janeiro de 1827 em Goodwood House, era filha de Charles Gordon-Lennox, 5.º Duque de Richmond (1791-1860) e de sua esposa Lady Caroline Paget (1796-1874), filha de Henry Paget, 1.º Marquês de Anglesey. Ela descendia por via paterna de Carlos Lennox, 1.º Duque de Richmond, filho ilegítimo do Rei Carlos II de Inglaterra e de sua amante Louise de Kérouaille.
Em 27 de novembro de 1851, Lady Augusta Katherine casou-se morganaticamente com o Príncipe Eduardo de Saxe-Weimar-Eisenach (1823-1902) em Londres. Ele era filho do Príncipe Bernardo de Saxe-Weimar-Eisenach e sua esposa, a Princesa Ida de Saxe-Meiningen, irmã de Adelaide, Rainha consorte do Rei Guilherme IV do Reino Unido. Lady Augusta Katherine Gordon-Lennox foi criada Gräfin von Dornburg (Condessa de Dornburg) pelo tio de seu futuro marido, o Grão-Duque Carlos Frederico de Saxe-Weimar-Eisenach, no dia anterior ao casamento. Eles não tiveram filhos.
Em 1885, a Rainha Vitória concedeu permissão para Augusta Katherine compartilhar o título principesco de seu marido. A partir de então, ela ficou conhecida como Sua Alteza Sereníssima, Princesa Eduardo de Saxe-Weimar-Eisenach, entretanto apenas na Grã-Bretanha, na Alemanha ela permaneceu apenas Condessa de Dornburg. Seu marido morreu em 16 de novembro de 1902 e ela morreu em 3 de abril de 1904, aos 77 anos, em Londres.
Sua irmã Cecilia era tataravó de Diana, Princesa de Gales, através de sua filha Rosalind.

## Títulos
- 14 de janeiro de 1827 - 26 de Novembro de 1851: Lady Augusta Katherine Gordon-Lennox
- 26 de novembro de 1851 - 1885: Augusta Katherine, Condessa de Dornburg
- 1885 - 3 de abril de 1904: Sua Alteza Sereníssima Princesa Eduardo de Saxe-Weimar-Eisenach